# FC Miami City Champions
El FC Miami City Champions, conocido también como FC Miami o FC Miami City, es un equipo de fútbol de Miami, Florida, Estados Unidos que milita en la USL League Two, la cuarta liga de fútbol en importancia en el país.

## Historia
Fue fundado el 20 de noviembre de 2014 en la ciudad de Miami, Florida por Ravy Truchot, Wagneau Eloi y Éric Rabésandratana como un equipo de expansión de la USL Premier Development League (hoy en día USL League Two para la temporada 2015, así como su programa de formación de jugadores.

## Entrenadores
- Colin Miller (2014-)